# 備中和紙
備中和紙（びっちゅうわし）は岡山県倉敷市で作られている和紙。
800年頃、和紙の製造技術が奈良から伝わり、需要が高まるなか一大産地となり、繁栄は江戸時代まで続く。明治時代になると生産は徐々に減少し、1964年の新成羽川ダム建設により生産は中止されるが、その後、丹下哲夫が復興。1982年に岡山県郷土伝統的工芸品に指定される。2004年には製作者の丹下哲夫が岡山県重要無形文化財保持者に認定される。